# Rafflesiales
Ordre
Classification APG II (2003)
Classification APG III (2009)
L'ordre des
Rafflesiales est un ordre des plantes dicotylédones. En classification de Cronquist (1981) il regroupe trois familles de plantes :
- Hydnoracées
- Mitrastémonacées
- Rafflesiacées

La classification phylogénétique APG II (2003) place les Hydnoracées dans l'ordre Piperales mais elle considère la position des Rafflesiacées et des Mitrastémonacées comme incertaine, ce qui fait que l'ordre des Rafflesiales est, au moins provisoirement, abandonné.